# Paracatu
Paracatu – miasto i gmina w Brazylii, w stanie Minas Gerais.
W mieście ma siedzibę klub piłkarski AE Paracatu.